# Puerto Augusta

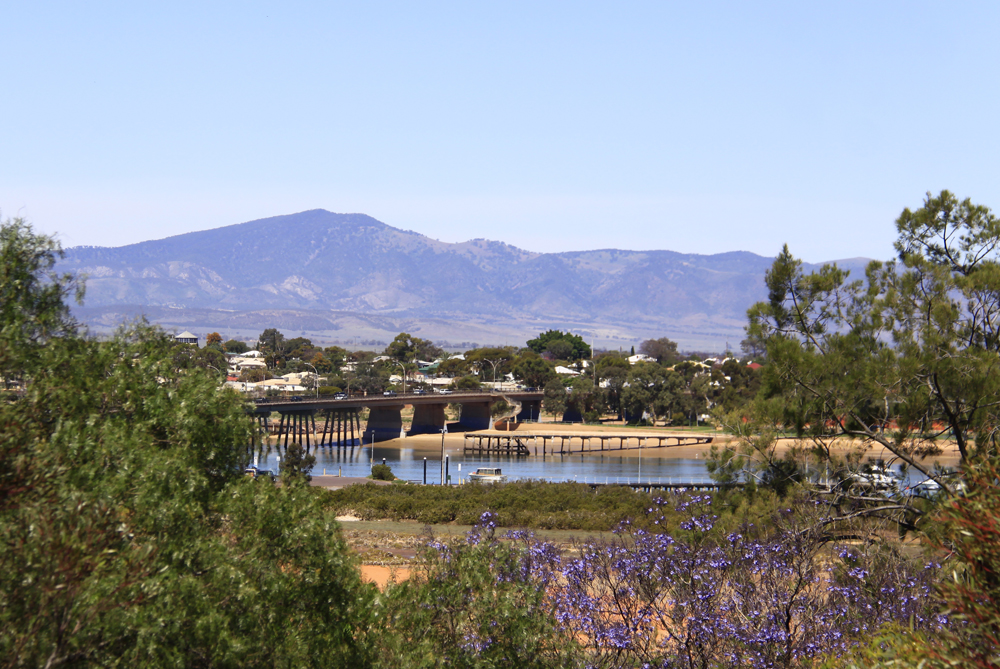
Puerto Augusta, en Australia Meridional.

Puerto Augusta (en inglés: Port Augusta) es una ciudad australiana que pertenece al estado de Australia Meridional. La ciudad se encuentra situada en la parte más septentrional del golfo de Spencer a 322 km de Adelaida, la capital del estado. Es un importante enclave para las comunicaciones del país, puesto que la ciudad es el punto final de la carretera Stuart, que comunica a Darwin, la principal ciudad del Norte del país, con el Sur.
La temperatura media anual está entre la mínima en julio de 7 °C y de 32 °C en enero.

## Historia
Dado el carácter tribal de los aborígenes australianos no se ha encontrado en los alrededores de la ciudad vestigios de poblaciones permanentes, en los últimos 40.000 años han acudido a la cabecera del golfo de Spencer aborígenes australianos desde el oeste, el norte y el sur, las características geográficas de Puerto Augusta, que hacen que se la considere un cruce de caminos natural, permiten que en la zona se hayan encontrado reliquias.
Puerto Augusta es un puerto natural que fue colonizado el 24 de mayo de 1852 por Alexander Elder y John Grainger. Posteriormente el puerto adoptó el nombre de Lady Augusta Sophia Young, la esposa del Gobernador de Australia Meridional, Sir Henry Edward Fox Young.

## Gobierno
Puerto Augusta es la ciudad más importante de la zona, situada en el distrito electoral de Stuart y en la División Federal de Grey. Actualmente la alcaldesa de la ciudad es Nancy Joy Baluch. El código postal es el 5700.

## Economía
A lo largo de la historia, el ferrocarril ha sido el gran impulsor del crecimiento económico de la ciudad. En 1878, Puerto Augusta fue propuesta como la estación terminal de la línea transcontinental que uniría el norte y el sur del continente que se dirigiría a Darwin en el Territorio del Norte un total de 2500 km. El proyecto de esta línea de vía estrecha nunca llegó a su fin, pero la idea se concretó 30 años más tarde por la Commonwealth Australiana, esta línea ferroviaria tendría el nombre de Ferrocarril Central Australiano.
Entre 1913 and 1917, el ferrocarril Este Oeste Transcontinental (East West Transcontinental railway) de 2.000 km fue construido entre Puerto Augusta y Kalgoorlie en Australia Occidental. Esta línea ferroviaria fue hecha con el ancho de vía estándar en Australia como parte del plan a largo plazo para armonizar el ancho de vías en el continente, causando que la ciudad de Puerto Augusta tuviera dos anchos de vía distintos durante 60 años.
En los 90 el ferrocarril Pichi Richi llegó a Puerto Augusta desde Quorn. El ferrocarril Pichi Richi Railway es una línea turística que usa partes del trazado original del Ferrocarril de Australia Central.
Se completaron las obras de instalación de ancho de vía estándar en la línea entre Puerto Augusta y Darwin en 2003.
Puerto Augusta es también una estación en el servicio ferroviario del transporte transcontinental Índico-Pacífico.

## Turismo
Puerto Augusta ha sido capaz de capitalizar turismo a raíz del crecimiento del ecoturismo en Australia, debido sobre todo a su proximidad a las Montañas Flinder. El Pichi Richi, mencionado en el apartado anterior también tiene su aportación. Port Augusta, con su infame 'Lake Knock Out' (que podríamos traducir como el Lago del K.O.) un lago salado maloliente en la entrada de la ciudad puede sugerir que no es un punto turístico, pero la ciudad tiene encanto. 
Su centro de visitantes es acogedor y una parte de él actúa como museo de la ciudad.

## Comercio
Para ser una ciudad pequeña, la calle comercial o principal tiene bastante actividad. Los mayores comercios se encuentran presentes en la ciudad y se puede encontrar casi cualquier producto en estos almacenes o en otros comercios más pequeños.